# Museum Kurá Hulanda
Het museum Kurá Hulanda of Kura Hulanda is een antropologisch museum in Willemstad, de hoofdstad van Curaçao. Het is in 2001 opgericht door de Nederlandse zakenman Jacob Gelt Dekker en heeft de beste Afrikaanse collectie van het Caribisch gebied.
Het museum is gelegen in verschillende historische pandjes, op de plaats van een vroeger slavendepot boven de Sint Annabaai. Het documenteert de geschiedenis van de slavernij, West-Afrikaanse rijken, precolombiaans goud, Mesopotamische vondsten en Antilliaanse kunst. Zijn missie is collecties te verwerven en tentoon te stellen die te maken hebben met de culturele identiteit van de bevolking van Curaçao, het Caribisch gebied en de Atlantic Rim.
In 1997 is het historisch centrum van Willemstad door Unesco op de Werelderfgoedlijst geplaatst. Iets later verwierf Dekker verarmde delen van Otrobanda, restaureerde ze en verbouwde ze tot een vijfsterrenhotel. Museum Kurá Hulanda is het centrum van het Kurá Hulanda-complex.

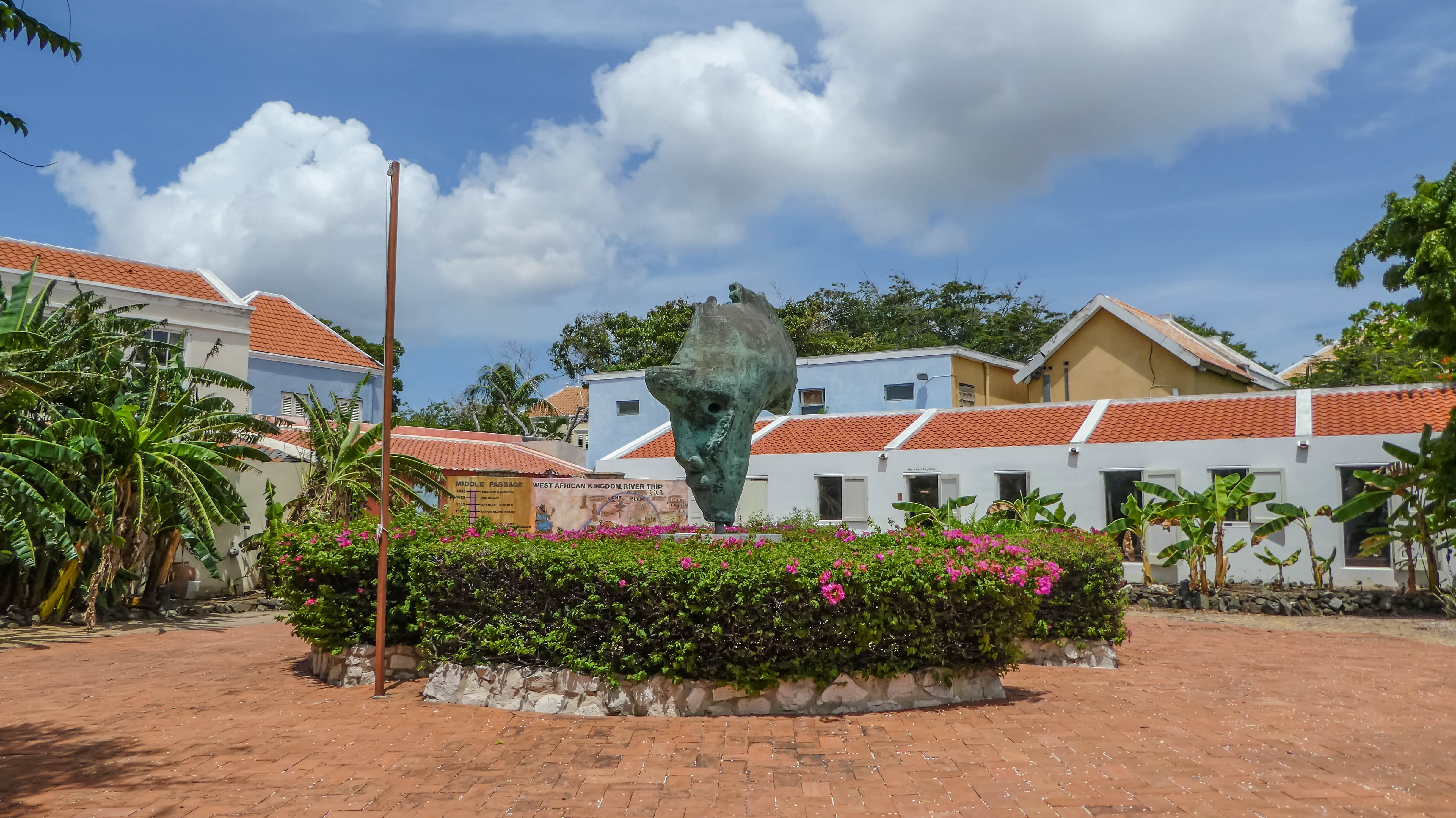
Mama Africa